# بابی ریدل
بابی ریدل (انگلیسی: Bobby Rydell؛ زادهٔ ۲۶ آوریل ۱۹۴۲ – ۵ آوریل ۲۰۲۲) بازیگر و خواننده اهل ایالات متحده آمریکا بود. وی از سال ۱۹۵۸ میلادی تاکنون مشغول فعالیت بوده‌است.